# Varniai
Varniai es una pequeña ciudad en Lituania, región de Samogitia. Situada en el condado y municipio de Telšiai, 33 km al sur de esta ciudad, junto a lago Lūkstas. Tiene 1.294 habitantes (2001). 

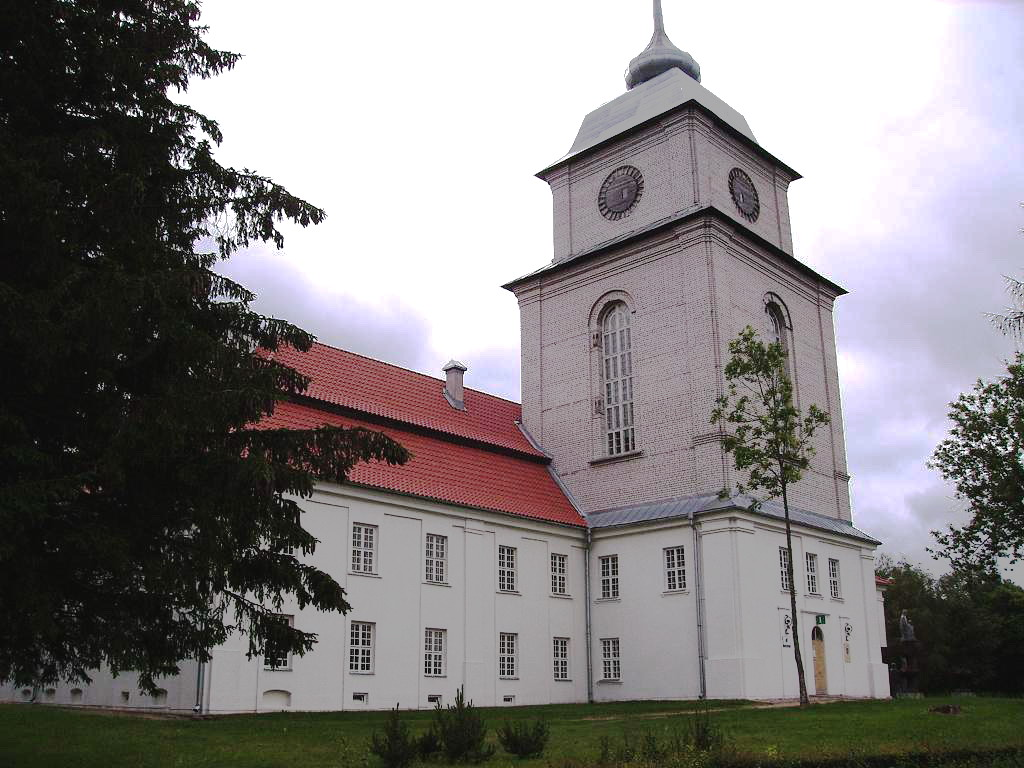
Centro de diócesis en Varniai.

Hay tres iglesias católicas, también el Museo Episcopal de Samogitia (Obispado de Samogitia). Entre 1850 y 1864 en Varniai vivió el famoso obispo lituano Motiejus Valančius. La ciudad es mencionada por primera vez en registros escritos de 1350 con el nombre Medininkai. En siglos XIV y XV fue campo de batalla entre samogitios y la Orden Teutónica. En 1416 fue construida la primera iglesia en Samogitia y un año después se creó primera diócesis. Aquí consiguieron educación famosos escritores lituanos como Motiejus Valančius, Antanas Baranauskas, Antanas Strazdas y otros. Durante siglos la hoy pequeña aldea de Varniai fue considerada ciudad y capital de la Samogitia.